# 约翰·罗巴克
约翰·罗巴克（英語：John Roebuck，1718年？月？日—1794年7月17日），爱丁堡皇家学会会员，是英国的实业家、发明家、机械工程师、医生，第一次工业革命中曾经资助了詹姆斯·瓦特，他以开发硫酸工业而闻名。